# السريح (السياني)

تعديل مصدري - تعديل

السريح هي إحدى قرى عزلة الهادس بمديرية السياني التابعة لمحافظة إب، بلغ تعداد سكانها 708 نسمة حسب تعداد اليمن لعام 2004.